# Хоришко, Анна Петровна
Анна Петровна Хоришко (10 января 1927, Николаевка, Днепропетровский округ — 16 июля 2000, Николаевка, Днепропетровская область) — советский передовик производства в сельском хозяйстве. Герой Социалистического Труда (1949).

## Биография
Родилась 10 января 1927 года в селе Николаевка Новомосковского района (ныне в Днепропетровской области) в крестьянской семье.
До начала Великой Отечественной войны училась в школе и помогала родителям в домашнем хозяйстве. С 1943 года после освобождения села от немецко-фашистских захватчиков пошла работать в колхоз имени Чкалова Новомосковского района.
С 1945 года назначена звеньевой и добилась высоких результатов в работе. В 1948 году получила урожай 30,3 центнера пшеницы на площади 15 гектаров и 30 центнеров ржи на площади 5 гектаров.
4 марта 1949 года Указом Президиума Верховного Совета СССР «за получение высоких урожаев пшеницы, ржи, подсолнечника и семян люцерны в 1948 году при выполнении колхозами обязательных поставок и контрактации сельскохозяйственной продукции, натуроплаты за работу МТС и обеспеченности семенами всех культур в размере полной потребности для весеннего сева 1949 года» Анна Петровна Хоришко была удостоена звания Героя Социалистического Труда с вручением Ордена Ленина и золотой медали «Серп и Молот».
Помимо основной деятельности А. П. Хоришко избиралась депутатом сельского и областного советов депутатов трудящихся.
Умерла 16 июля 2000 года в селе Николаевка Новомосковского района Днепропетровской области. Похоронена на Центральном кладбище Новомосковского района.

## Награды
- Медаль «Серп и Молот» (4.03.1949);
- Орден Ленина (4.03.1949);
- Медаль «За доблестный труд в Великой Отечественной войне 1941—1945 гг.».

## Память
- В селе Николаевка создана Алея памяти Героям Социалистического Труда, где среди остальных восемнадцати героев села выбито и имя А. П. Хоришко.